# 美濃白川生活文化資料館
美濃白川生活文化資料館（みのしらかわせいかつぶんかしりょうかん）とは、岐阜県加茂郡白川町にある博物館。

## 概要
白川町の貴重な史料を保存するための施設である。
収蔵物は生活用具、農具など約500点。主に佐見地区のものである。
2002年（平成14年）3月、せせらぎの里美濃白川ふるさと体験村内に開館。
白川町の民俗資料は、旧下佐見小学校校舎を転用した「むつみ会館」の中に展示保管していたが、むつみ会館の老朽化により、せせらぎの里美濃白川ふるさと体験村内に新築移転している。

## 利用案内
- 所在地：岐阜県加茂郡白川町下佐見3691番地2
- 開館時間：9：00 - 17：00[3]。
- 休館日：せせらぎの里美濃白川ふるさと体験村の休館日に準じる[3]

## 交通アクセス
- JR高山本線下油井駅より車で約15分。